# Mekhadma
Mekhadma là một đô thị thuộc tỉnh Biskra, Algérie. Dân số thời điểm năm 2002 là 4.317 người.